# Маркуэн
Маркуэ́н (фр. Marcoing) — коммуна во Франции, регион О-де-Франс, департамент Нор, кантон Като-Камбрези. Расположена в 8 км к югу от Камбре и в 1,5 км от автомагистрали А26 «Англия», на левом берегу канала Сен-Кантен.
Население (2017) — 1 888 человек.

## Экономика
Уровень безработицы (2017) — 13,7 % (Франция в целом — 13,4 %, департамент Нор — 17,6 %). 

Среднегодовой доход на 1 человека, евро (2017) — 19 390 (Франция в целом — 21 110, департамент Нор — 19 490).

## Демография
Динамика численности населения, чел.

## Администрация
Пост мэра Маркуэна с 2020 года занимает Жан-Клод Гине (Jean-Claude Guinet). На муниципальных выборах 2020 года возглавляемый им левый список победил в 1-м туре, получив 51,16 % голосов.
| Период | Период | Фамилия       | Партия                  | Примечания                            |
| ------ | ------ | ------------- | ----------------------- | ------------------------------------- |
| 1977   | 1985   | Морис Ниге    | Коммунистическая партия |                                       |
| 1985   | 2001   | Маргерит Лод  | Коммунистическая партия |                                       |
| 2001   | 2020   | Дидье Дрьё    | Разные правые           | член Генерального совета департамента |
| 2020   |        | Жан-Клод Гине | Разные левые            |                                       |

## Галерея
- Церковь Святого Петра
- Площадь в центре коммуны

1. 1 2  база данных о французских коммунах — Национальный географический институт Франции, 2015.